# 길거리 매춘

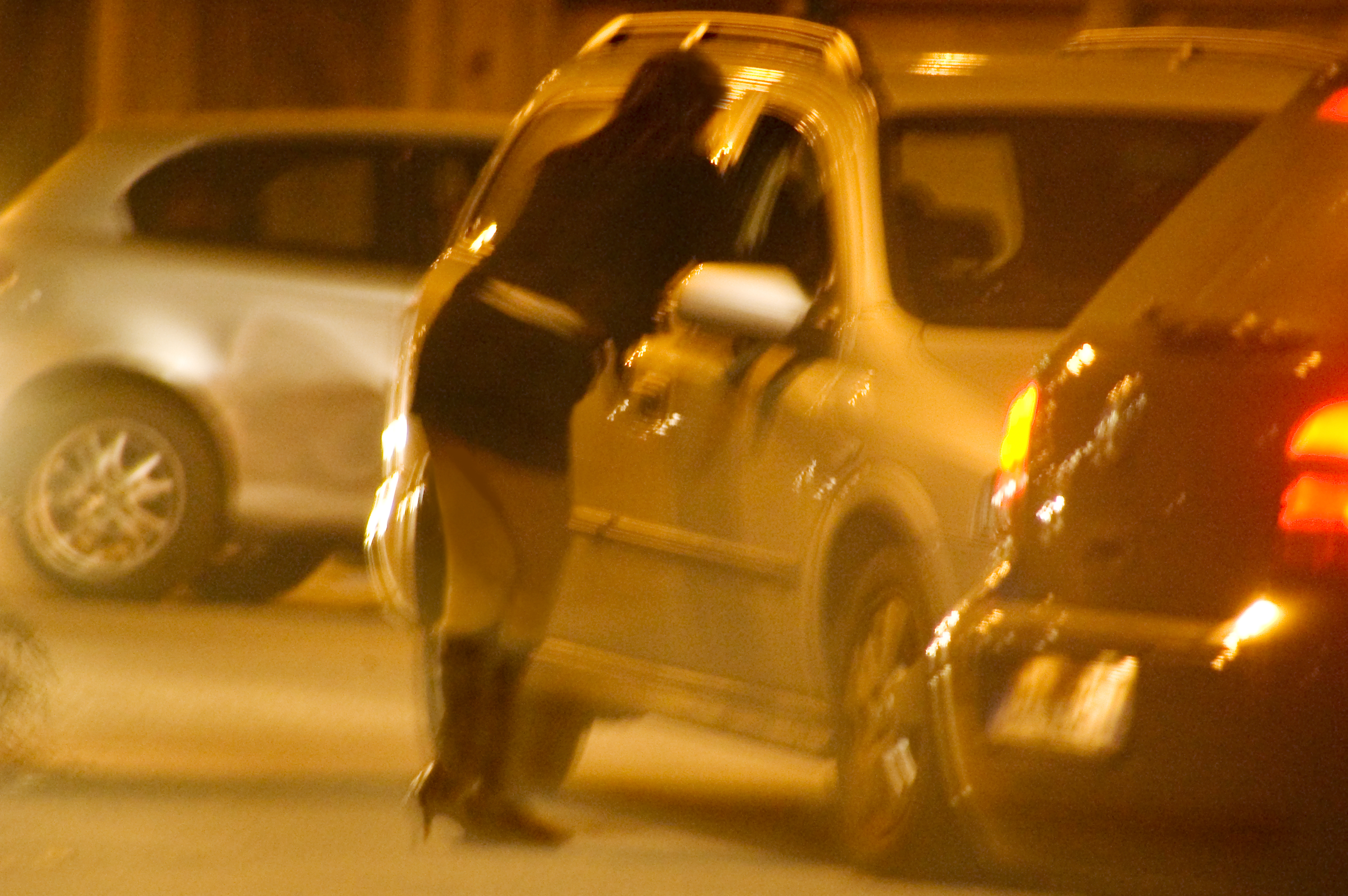
서유럽에서 성매매에 이용된 이 여성은 협박과 협박을 통해 모든 수입을 인신매매범에게 내도록 강요받는다.

길거리 매춘(street prostitution)은 성노동자가 골목, 길가, 공공 장소, 공원 등과 같은 장소에서 기다리면서, 손님들을 끌어들이는 매춘의 한 형태이다.

## 같이 보기
- 교사죄